# اوبل بلات
اوبل بلات (ژاپنی: ユーベルブラット هپبورن: Yūberu Buratto) یا تیغ شیطانی، یک مجموعه مانگا ژاپنی است که توسط اتوروجی شیونو نوشته و طراحی شده است. این مجموعه از دسامبر ۲۰۰۴ تا سال ۲۰۰۹ در مجلهٔ نیمه ماهنامه و سینن مانگای یانگ انیمال به صورت سریالی به چاپ می‌رسید، تا اینکه به ماهنامه بیگ گان‌گان منتقل شد و تا پایان آن در مارس ۲۰۱۹ انتشارش ادامه یافت. در نهایت ۱۷۰ فصل این سری توسط اسکوئر انیکس در ۲۴ جلد تانکوبون جمع‌آوری شد. داستان اوبل بلات در چشم‌انداز قرون وسطایی و فانتزی مانند روایت می‌شود. داستان به دنبال شخصیت کوئینزل است که چیزی بیش از یک کودک نیمه انسان به‌نظر نمی‌رسد و بیشتر به خاطر جای زخم بر روی چشم چپش قابل تشخیص است. او به دنبال انتقام از کسانی است که به او خیانت کرده و وی را کشته‌اند و در حال حاضر خودشان را هفت قهرمان عالم خطاب می‌کنند. کوئینزل شمشیرزنی فوق‌العاده است که مهارتش به او لقب افسانه‌ای بلات میستر (به معنی استاد تیغ) داده است.
یک مجموعه تلویزیونی انیمه نیز توسط استودیوی ساته‌لایتو و به کارگردانی تاکاشی نائویا دستمایه اقتباس قرار گرفت که از ژانویه تا مارس ۲۰۲۵، از توکیو ام‌ایکس و دیگر شبکه‌های مرتبط به نمایش در آید.